# Scapania grossidens
Scapania grossidens là một loài rêu trong họ Scapaniaceae. Loài này được Stephani mô tả khoa học đầu tiên năm 1905.